# Blodwyn Pig
Blodwyn Pig, brittiskt bluesinfluerat rockband bildat 1968. Initiativtagare till gruppen var gitarristen Mick Abrahams som medverkat på Jethro Tulls debutalbum. Förutom honom bestod gruppen av Jack Lancaster (saxofon, flöjt), Andy Pyle (basgitarr) och Ron Berg (trummor). Deras två album blev framgångar i hemlandet, men inte på annat håll.
Abrahams tröttnade dock 1970 och lämnade gruppen. I och med det upplöstes den. Gruppen återförenades och spelade in två album på 1990-talet.

## Diskografi
Studioalbum
- Ahead Rings Out (1969)
- Getting to This (1970)
- Lies (1993)
- Pig-in-the-Middle (1996)

Livealbum / samlingsalbum
- All Tore Down: Live (1994)
- The Modern Alchemist (1999)
- All Said And Done (2004)
- The Radio Sessions 1969 to 1971 (2012)

Singlar
- "Dear Jill" / "Sweet Caroline" (1969)
- "Walk On The Water" / "Summer Day" (1969)
- "Same Old Story" / "Slow Down" (1970)